# Pareuplexia prolifera
Pareuplexia prolifera är en fjärilsart som beskrevs av Walker 1856. Pareuplexia prolifera ingår i släktet Pareuplexia och familjen nattflyn. Inga underarter finns listade i Catalogue of Life.